# 松尾四郎
松尾 四郎（まつお しろう、1883年（明治16年）5月12日 - 1958年（昭和33年）7月17日）は、明治末から昭和前期の政治家、実業家。衆議院議員（5期）、奈良県宇陀郡松山町長（3期）、同郡大宇陀町長（1期）。

## 経歴
奈良県宇陀郡松山上中町（松山町大字上中、大宇陀町を経て現宇陀市大宇陀上中）で、林業・松尾徳三郎の二男として生まれた。1903年（明治36年）大阪府立北野中学校（現大阪府立北野高等学校）を卒業し、大和銀行（現南都銀行）に入行した。1909年（明治42年）奈良水力電気の創立に参画した。1911年（明治44年）9月、家督を相続した。奈良県農会議員、宇陀郡農会長、同教育会長に就任。実業界では、大和銀行監査役、大和電気専務取締役、大正水力電気取締役、宇治川電気取締役、三芳索道取締役、信貴生駒電気鉄道（のち信貴生駒電鉄）取締役、奈良県農工銀行取締役、南都銀行取締役、大和貯蓄銀行取締役、吉野銀行監査役、奈良信託監査役、新日本工業取締役、松尾合名会社代表社員などを務めた。
政界では、松山町会議員、同町長、大宇陀町長を歴任。1928年（昭和3年）の第16回衆議院議員総選挙で奈良県全県区(当時)から立憲民政党公認で立候補して当選。以来連続5回当選する。1942年（昭和17年）の第21回総選挙では翼賛政治体制協議会の推薦を受けたが落選した。同年9月、大政翼賛会奈良県支部協力会議長に就任した。
終戦後、公職追放となった。1951年（昭和26年）6月、追放解除。1958年7月、大阪市北区堂島の清交社において脳溢血により死去した。

## 国政選挙歴
- 第16回衆議院議員総選挙（奈良県全県区、1928年2月、立憲民政党公認）当選[12]
- 第17回衆議院議員総選挙（奈良県全県区、1930年2月、立憲民政党公認）当選[13]
- 第18回衆議院議員総選挙（奈良県全県区、1932年2月、立憲民政党公認）当選[14]
- 第19回衆議院議員総選挙（奈良県全県区、1936年2月、立憲民政党公認）当選[15]
- 第20回衆議院議員総選挙（奈良県全県区、1937年4月、立憲民政党公認）当選[16]
- 第21回衆議院議員総選挙（奈良県全県区、1942年4月、翼賛政治体制協議会推薦）次点落選[17]